# イェンス・イェンセン (著作家)
イェンス・イェンセン（Jens H. Jensen、1977年3月21日 - ）は、デンマーク出身の著述家。ガーデニスト。

## 略歴
ロンドン大学で日本語と言語学を専攻し、2002年来日。デンマークのライフスタイル、北欧の料理、DIYのある暮らしなどを日本に紹介し、デンマークのコミュニティー・ガーデン「コロニヘーヴ」を広める活動もしている。

## 著書
- イェンスの畑づくり（エイ出版　2008年　ISBN 978-4777909650）
- イェンスの畑のある週末（エイ出版　2008年　ISBN 978-4777911073）
- イェンセン家のクリスマス（文藝春秋　2009年　ISBN 978-4163718705）
- イェンセン家のマンションDIY（文藝春秋　2011年　ISBN 978-4163740201）